# Толстая, Наталья Ивановна
Ната́лья Ива́новна Толста́я (15 сентября 1926, Ленинград — 24 января 2003, Санкт-Петербург) — советский и российский литературовед-ориенталист, редактор и переводчица. Владела английским, французским, санскритом и панджаби. С 1963 по 2000 год работала редактором в издательстве «Художественная литература» (Дом книги на Невском).
Выделяют два направления работы Н. И. Толстой: индология и набоковедение. Окончив восточное отделение филфака ЛГУ, она посвятила много лет изучению санскрита и панджаби. Переводила индийских писателей, а также народные индийские сказки. Является автором учебника «Язык панджаби».
Начиная с 1970-х годов увлекалась изучением творчества В. В. Набокова, что впоследствии переросло в профессиональную деятельность. Состояла в личной переписке с сестрой писателя Е. В. Сикорской и с самим Набоковым до его смерти в 1977 году. Благодаря усилиям Н. И. Толстой произведения Набокова были впервые официально опубликованы в СССР; также были организованы музеи писателя в Санкт-Петербурге и в селе Рождествено.
В 1999 году в издательстве «Симпозиум» вышло составленное Н. И. Толстой «Собрание сочинений русского периода» Набокова в пяти томах.